# Trận sông Hydaspes
Trận sông Hydaspes là trận đánh giữa vua xứ Macedonia là Alexandros Đại đế với vua Hindu là Porus (Pururava trong tiếng Phạn) năm 326 TCN trên bờ sông Hydaspes (Jhelum) ở khu vực Punjab gần Bhera nay ở Pakistan. Vương quốc Paurava của Porus đã nằm trong một phần của Punjab mà bây giờ là một phần của Pakistan hiện đại (Pakistan Punjab). Trận Hydaspes là trận đánh lớn cuối cùng và tốn kém nhất mà vua Alexandros Đại Đế đã tham gia. Trước sự tấn công của Quân đội Macedonia, vua Porus và ba quân đã chống trả ác liệt, do đó, vua Alexandros Đại Đế trở nên ngưỡng một và kính trọng ông.
Mặc dù chiến thắng, Quân đội của vua Alexandros Đại Đế kiệt sức ngay sau đó và nổi loạn khi ông định thực hiện kế hoạch qua sông Hyphasis, và từ chối đi sâu vào Ấn Độ. Một thời gian ngắn sau đó, sau những chiến thắng chống lại những cộng đồng dân cư Ấn Độ định cư dọc theo sông Ấn, bảo đảm sự ảnh hưởng của mình và các thành phố do ông thành lập mà có thể phục vụ như là tiền đồn và trung tâm thương mại, Alexander sẽ trở về Babylon.

## Địa điểm
Trận chiến diễn ra trên bờ phía đông của sông Hydaspes (nay gọi là sông Jhelum, một nhánh của sông Indus) nay là tỉnh Punjab của Pakistan. Sau đó, vua Alexandros Đại Đế thành lập một thành phố trên địa điểm của trận chiến, mà ông gọi là Nicaea, cho tới nay thành phố này vẫn chưa được phát hiện.

## Bối cảnh
Sau khi vua Alexandros Đại Đế đánh bại lực lượng cuối cùng của Đế quốc Achaemenes dưới sự thống lĩnh của Bessus và Spitamenes năm 328 trước Công nguyên, ông bắt đầu một chiến dịch mới để tiếp tục mở rộng đế chế của ông hướng tới Ấn Độ năm 327 trước Công nguyên. Quân đội Macedonia của ông ước tính khoảng 41.000 hoặc 46.000 lính.
Lực lượng chính di chuyển vào Pakistan ngày nay thông qua đèo Khyber, nhưng một lực lượng nhỏ hơn dưới sự chỉ huy cá nhân của Alexander đã đi qua các tuyến đường phía Bắc, chiếm lấy pháo đài của Aornos (ngày nay là Pir-Sar, Pakistan) trên đường, một nơi cao ý nghĩa đối với thần thoại Hy Lạp, theo truyền thuyết, Herakles đã không chiếm được nó, khi ông đã tiến hành chiến dịch ở Ấn Độ. Vào đầu mùa xuân năm sau, ông kết hợp lực lượng của mình và liên minh với Taxiles (cũng là Ambhi), Vua của Taxila, chống láng giềng của ông, Vua của Hydaspes.

### Hiện đại
- Fuller, John (1960). The Generalship of Alexander the Great. New Jersey: De Capo Press. ISBN 978-0-306-80371-0
- Green, Peter (1974). Alexander of Macedon: A Historical Biography. ISBN 978-0-520-07166-7
- Harbottle, Thomas Benfield (1906). Dictionary of Battles. New York.
- Rogers, Guy (2004). Alexander: The Ambiguity of Greatness. New York: Random House

### Cổ đại
- Diodorus Siculus (90-30 BC). Bibliotheca Historica.
- Quintus Curtius Rufus (60-70 AD). Historiae Alexandri Magni.
- Plutarch (75 AD). The Life of Alexander the Great Lưu trữ ngày 21 tháng 2 năm 2007 tại Wayback Machine, Parallel Lives.
- Arrian (early 2nd c. AD).
- Metz Epitome.